# Strangalia acuminata
Strangalia acuminata es una especie de escarabajo longicornio del género Strangalia, categorizada en la tribu Lepturini, de la subfamilia Lepturinae. Fue descrita por Olivier en 1800.

## Descripción
Mide 8-12 mm de longitud.

## Distribución
Se distribuye por Canadá y Estados Unidos.